# Uralbia filipalpis
Uralbia filipalpis är en kvalsterart som beskrevs av Jürgen Schwoerbel 1984. Uralbia filipalpis ingår i släktet Uralbia och familjen Aturidae. Inga underarter finns listade i Catalogue of Life.